# 文同書
文同書（?—?），廣西省桂林府靈川縣人，清朝政治人物、同進士出身。
光緒二十一年（1895年），参加光緒乙未科殿試，登進士三甲1名。同年五月，以主事分部学习。